# William Stryker
William Stryker es un supervillano ficticio que aparece en los cómics estadounidenses publicados por Marvel Comics. Un reverendo y ex coronel con un fuerte odio por los mutantes, generalmente se lo representa como un enemigo de los X-Men. También es el padre de Jason Stryker.
El personaje apareció en la serie de películas X-Men, interpretado por Brian Cox en X-Men 2 (2003), Danny Huston en X-Men Origins: Wolverine (2009) y Josh Helman en X-Men: días del futuro pasado (2014) y X-Men: Apocalipsis (2016). En 2009, William Stryker fue clasificado por IGN como el 70.º villano de cómic más grande de todos los tiempos.

## Historial de publicaciones
Creado por el escritor Chris Claremont y el artista Brent Anderson, apareció por primera vez en la novela gráfica de 1982 X-Men: Dios ama, el hombre mata. Su personaje se basó en Jerry Falwell.

## Biografía del personaje ficticio

### God Loves, Man Kills
Stryker es un fanático religioso, con una historia militar que puede haber implicado el proyecto Arma X (el mismo proyecto en el que se insertó el adamantium en el esqueleto de Wolverine). Stryker se caracteriza por un inequívoco odio hacia los mutantes. Tan fuerte es este odio, que Stryker llega incluso a matar a su propia esposa y a su hijo mutante recién nacido, Jason, inmediatamente después de su nacimiento en Nevada. Enloquecido e indignado, Stryker hace luego un fallido intento de suicidio. A medida que pasa el tiempo, él se convence de que Satanás tiene un plan para destruir a la humanidad corrompiendo sus almas prenatales, siendo el resultado de esta corrupción los mutantes. Además, Stryker finalmente llega a ver el nacimiento de su hijo mutante como un signo de Dios, ordenándole cumplir con su verdadera vocación: garantizar la erradicación de todos los mutantes.
Impulsado por esta convicción renovada, Stryker se convierte en un predicador popular pero controvertido y televangelista. Mientras que sus seguidores, entre ellos un grupo de paramilitares llamados Purificadores, comete crímenes de odio contra los mutantes, Stryker hace arreglos para que el Profesor Xavier sea secuestrado, su mente es reprogramada y unida a una máquina que, usando su poder mental, se destina a matar a todos los mutantes del planeta. Para poner fin a este plan, los X-Men se ven obligados a unir sus fuerzas con su némesis, Magneto. Su grado de fanatismo se vuelve de conocimiento público cuando intenta matar a Kitty Pryde en directo en la televisión, sin embargo uno de sus propios guardias de seguridad lo detiene.

### God Loves, Man Kills II
Stryker, quien no había hecho ninguna aparición hasta esta historia en  X-Treme X-Men, había sido olvidado. Esta vez, se reveló que Stryker había estado cumpliendo una pena de prisión como consecuencia de los acontecimientos de sus acciones anteriores. Lady Deathstrike, un personaje con lazos con el Wolverine de los X-Men, se dirige al avión donde Stryker estaba siendo transferido. Una vez allí, ella mata a sus guardias y lo rescata, luego se revela que los dos son amantes, e inmediatamente comienza una cruzada contra los X-Men, centrándose en Wolverine, Cannonball, el equipo de X-Treme X-Men, y las Sombras, contra quien al parecer mantiene un rencor.
Stryker envió a un grupo de sus seguidores en contra de varios de los X-Men, y secuestró a Kitty Pryde. En el camino, Kitty convence a Stryker de que los mutantes no son una abominación, y parecía que por fin se pasaba de página.

### Exterminación
Sin embargo, regresó como un actor importante a la derecha en el inicio de la Decimación después de House of M, considerando la reducción masiva repentino en el número de la población mutante un signo de Dios, diciendo: "Él hizo el primer paso y ahora tenemos que dar el siguiente", básicamente rallyes por genocidio en la televisión. Lo ofrecieron en su mayoría en Nuevos X-Men como el villano principal, pero también apareció en otros cómics establecidos durante este período de tiempo. Con la ayuda de Icarus, uno de los estudiantes del Instituto Xavier, hizo un autobús a punto de estallar, matando a cerca de 1/4 de los estudiantes de-alimentado desde la academia. Luego se planeó el asesinato de Wallflower, ordenando a uno de sus francotiradores a dispararle en la cabeza. Siguiente trató de matar a Polvo, aunque en realidad era X-23. Las muertes de Wallflower y polvo eran los principales objetivos de Stryker, como había sido informado por Nimrod que tanto las niñas destruirían su ejército. Por último atacó el instituto con sus "Purificadores," matar Quill, dejando a Onyxx y Cannonball críticamente heridos e hirió a Bishop, Emma Frost, y otros estudiantes. Después fueron derrotados Purificadores de Stryker, que fue asesinado por el novio furioso de Wallflower, Elixir, quién causa un daño catastrófico en el cerebro de Stryker a través del rápido crecimiento de un tumor.
Bastión resucitó a Stryker con una Tecnarca, para unirse a los nuevos Purificadores de Bastión. Bastión revelado que como el fundador de los Purificadores, Stryker tiene el segundo número más alto de muertes mutantes. Él sólo es superada por Bolivar Trask, el fundador de la Centinelas.
Bastión le cobra a Stryker para localizar a Hope Summers y Cable, después de su regreso de un futuro en el evento de la Segunda Venida. Sus purificadores, en conjunto con soldados de Cameron Hodge a pie derecha, se acoplan a los X-Men y los Nuevos Mutantes. Los Purificadores sacan Magik con un ritual en armas, Illyana es secuestrado por los demonios a través de uno de sus propios discos. También interrumpen el teletransporte de Rondador Nocturno con un ataque sónico, lo desorientación. La batalla culmina cuando Wolverine órdenes Arcángel para sacar Stryker. Warren se desplaza hacia su persona y rodajas de Stryker, "Muerte" en dos por la cintura con sus alas.
Más tarde se reveló que Stryker no asesinó realmente a su hijo Jason, y de hecho crio al niño en secreto, aliviando su mutación aparentemente debilitante con la ayuda de A.I.M. Después de la muerte de su padre, Jason continúa su trabajo al unirse a los Purificadores.

### Detrás del Proyecto Arma X
Durante la historia de "Weapons of Mutant Destruction", William Stryker de alguna manera regresó de entre los muertos y formó la última encarnación del Proyecto Arma X con la ayuda de algunos humanos que se dejó llevar a su lado como el Doctor Alba. Establece sus sitios en la erradicación de la raza mutante al hacer que sus científicos trabajen en cyborgs de Adamantium. Para refinar estos cyborgs de Adamantium, William Stryker tiene el objetivo del Proyecto Arma X, Viejo Logan (un anciano Wolverine de una realidad alternativa), Sabretooth, Warpath, Domino y Lady Deathstrike porque tienen habilidades especiales que el Arma X, están interesados en tener. Después de que los cyborgs de Adamantium detienen a Lady Deathstrike y cosechan su material genético para que el Proyecto Arma X los utilice para sus cyborgs de Adamantium, el viejo Logan y Sabretooth evaden a los cyborgs de Adamantium, ya que William Stryker y el resto del Proyecto Weapon X pudieron obtener sus muestras de tejido. Además, William Stryker también tiene los cyborg de Adamantium, objetivo de la forma Hulk de Amadeus Cho para su muestra de sangre. Cuando el Hulk de Amadeus Cho se forma y los mutantes en el lado del Viejo Logan asaltan la base del Proyecto Arma X y liberan a Lady Deathstrike y Warpath, William Stryker establece la base para autodestruirse donde sus empleados murieron en el proceso. También se demostró que William Stryker estaba comenzando un proyecto que involucra la sangre de la forma Hulk de Amadeus Cho que es parte de los ingredientes para los híbridos Mutante / Hulk. Tras algunas investigaciones adicionales, el grupo de Viejo Logan y Hade Hulk de Amadeus Cho allanaron el comando central del Proyecto Arma X. La forma Hulk de Amadeus Cho no quería que el viejo Logan, Sabretooth y Lady Deathstike lo mataran. Mientras el Viejo Logan, Sabretooth y Lady Deathstrike disputaban la forma de Hulk de Amadeus Cho, William Stryker aprovechó la oportunidad para escapar, ya que pronto se unirían a la lucha contra Bobby Andrews en su forma H-Beta mutada. Mientras Hulk lucha contra H-Beta y luego el H-Alpha después de que mató a H-Beta, William Stryker y el Doctor Alba escaparon en su helicóptero y perdieron el control de H-Alpha.

## Otras versiones

### Era de Apocalipsis
En la línea de tiempo alternativa vista en la historia de Era de Apocalipsis de 2005, el padre de William Stryker fue criado por un predicador que lo cuidaba a él y a otros niños de su ciudad después de que la mayoría fueron asesinados por mutantes. Sin embargo, en un horrible golpe de ironía, su padre fue asesinado más tarde por otros humanos sobrevivientes. Como tal, tuvo que vivir escondido, aprendiendo a depender de la bondad de los humanos y los mutantes, haciendo de este Stryker una persona mucho más tolerante que su contraparte del universo 616. Él toma el disfraz de profeta y comienza a vengar a la humanidad junto con X-Terminado. Él irrumpe en el apartamento de Krakken, un ingeniero que construyó hornos para incinerar a los humanos, y lo asesina, pero no a su familia. Antes de matar a Krakken, el Profeta revela que previamente destruyó uno de los ojos de Krakken y luego terminó el trabajo cortándole la cabeza. William estudia la caza de centinelas y mutantes de humanos para refinar sus habilidades para acabar con ellos. Él dice que ha aprendido sus debilidades y, a pesar de sus poderes, su voluntad y habilidad son más poderosas. Con facilidad, el Profeta se abrió camino hacia un Centinela atacante, se corta la cabeza y se aleja mientras el robot es destruido por el daño. Él dice que sus talentos se obtuvieron observando la matanza de miles de personas y sus victorias los honran. Mientras Weapon X lidera su último ataque en la última Ciudad de los Hombres sobreviviente, El profeta les permite escapar lanzando un explosivo en el Arma X. Luego lleva a su equipo fuera de la ciudad. Una vez despejada la ciudad es destruida por el Arma X.

### Ultimate Marvel
La iteración del personaje de Ultimate Marvel es William Stryker Sr., un Almirante, el líder de la conspiración anti-mutante dentro del Gobierno de los EE. UU., y también está vinculado a la creación de la versión Ultimate del Virus Legado. Stryker Sr. también se puede ver en flashbacks bajo la presión de Dios para matar a mutantes, otro rasgo que pasó a su hijo William Stryker Jr.

## En otros medios

### Cine
- En la película X-Men 2, Stryker, interpretado por Brian Cox. Esta versión es un Coronel del Ejército de los EE. UU. Con un ferviente deseo de recolectar mutantes para armas para eliminar posibles amenazas de mutantes, como Magneto, y es un científico militar que se ha dedicado a la contratación de defensa para erradicar las amenazas mutantes. Su hijo, Jason Stryker, torturó a Stryker y su esposa plantando ilusiones telepáticas en sus mentes hasta que la madre de Jason, en un intento por borrar dichas imágenes de su mente, se suicidó perforándose a si misma en la cabeza con un taladro. Stryker envió a su hijo al Profesor X con la esperanza de curarlo, ya que Stryker consideraba su mutación como una enfermedad. Anteriormente, la posición del Profesor X de que la mutación no era una enfermedad que debía curarse enojó a Stryker. Stryker le dio a su hijo una lobotomía para hacerlo más dócil, y obtuvo una sustancia del cuerpo vivo de Jason que puede usarse para controlar las mentes de los mutantes. Después de que Stryker usa un Nightcrawler con lavado de cerebro para realizar un intento de asesinato contra el Presidente de los Estados Unidos, el Presidente autoriza a Stryker a atacar la Mansión X. Él secuestra a los estudiantes de la escuela, y en otros lugares secuestra a Cíclope y Xavier, a quien Jason lava el cerebro. Stryker también intenta usar una reproducción de Cerebro para matar a todos los mutantes, aunque este plan se frustra cuando los X-Men y los mutantes de Magneto atacan el complejo de Stryker y rescatan a sus seres queridos secuestrados. Cuando se enfrenta a Wolverine, le dice a Wolverine que se ofreció voluntario para el experimento en el cual Stryker unió adamantium a sus propios huesos y garras. Mas tarde, Magneto también utiliza el improvisado Cerebro de Stryker en contra de él y la raza humana, mientras que Stryker por su parte se horrorizó de saber que su arma había sido saboteada y que esta también podía usarse en su contra. Mas tarde, Stryker queda encadenado por Magneto, donde él, Mystique y Pyro roban su helicóptero y huyen de la escena. Minutos mas tarde, Stryker intenta que Wolverine se reúna con él, ya que puede contarle sobre su pasado, pero elige quedarse con Charles Xavier y el resto de los X-Men, argumentando en su defecto que al menos en ellos si puede confiar y le tira sus chapas de identificación a Stryker. Mientras se aleja de la escena, Stryker le grita a Wolverine diciendo que algún día alguien más terminará lo que el empezó. Después de que él se va, la presa cercana del lago Alkali finalmente colapsa de la batalla resultante y la enorme pared de agua se aproxima a toda velocidad y ahoga a Stryker de una vez por todas y para siempre. Mas tarde, Charles Xavier y los X-Men luego se reúnen con el Presidente y le entregan unos archivos secretos que estaban en la oficina privada de Stryker, los cuales contienen toda la evidencia de los crímenes cometidos por Stryker.

- Además también aparece en la película de X-Men Origins: Wolverine siendo interpretado por Danny Huston. El personaje es un comandante y el líder del proyecto Arma X. Stryker recluta a Victor Creed y Wolverine para unirse al programa Arma X, aunque Wolverine finalmente deja el equipo. Stryker manipula a Wolverine para que regrese y se someta al procedimiento para que adamantium sea injertado en sus propios huesos bajo la falsa creencia de que Kayla Silverfox fue asesinado por Creed. Cuando el general Munson intenta cerrar el Arma X luego de conocer el estado de mutación de Jason, Stryker mata a Munson, utiliza ADN de otros mutantes para crear un super mutante como el Arma XI (Wade Wilson). Después del exitoso proceso de enlace de adamantium, Wolverine descubre la verdad, y Stryker dispara balas de adamantium en la cabeza de Wolverine, causando amnesia a largo plazo. A pesar de que las heridas físicas sanan, sus recuerdos parecen haber desaparecido para siempre. Stryker intenta disparar a Kayla, pero las habilidades telepáticas del mutante moribundo obligan a Stryker a "caminar hasta que sus pies sangren y sigan caminando", lo cual hace Stryker. Finalmente es recogido por la policía militar para llevarlo a interrogar sobre su conexión con el asesinato de Munson, quien intentó apagar el Arma X después de enterarse del estado de mutante de su hijo y de a quién asesinó Stryker.[23]

- William Stryker Sr. juega un papel menor en X-Men: primera generación, interpretado por Don Creech. Ambientado en la década de 1960, aparece como agente de la CIA discutiendo la existencia de mutantes con Charles Xavier. Al igual que su hijo, Stryker tiene creencias anti-mutantes. Xavier lee su mente y menciona que estaba pensando en su hijo para demostrar que era un mutante. Él llega a un acuerdo con las fuerzas soviéticas frente a la costa de Cuba unirse a las fuerzas navales de los EE. UU. para atacar a los X-Men en el clímax de la película, que fracasa desastrosamente debido al increíble comando mutante de Magneto sobre el electromagnetismo. Aunque las intenciones de Stryker son proteger a la raza humana de las amenazas mutantes, sus propias acciones sirven efectivamente como parte del catalizador de la animosidad de Magneto hacia los humanos y lo llevan a los cimientos de los X-Men y la Hermandad de Mutantes, que eventualmente chocarán con su hijo más de una vez.

- Aparece en X-Men: días del futuro pasado interpretado por Josh Helman (aunque también se usa material de archivo y audio de Brian Cox).[24] Como la mano derecha de Bolivar Trask, esta iteración comienza la educación en asuntos mutantes.[25][26] Ambientado en 1973, el comandante Stryker presencia a Wolverine en acción cuando Wolverine, proyectado desde el futuro hacia su auto, Bestia, Magneto y Charles Xavier intentan evitar el asesinato de Trask por parte de Mystique, una acción que conducirá a la creación de los Centinelas virtualmente imparables en el futuro, que se basan en el análisis de Stryker de la sangre de Mystique; la visión de Stryker hace que Wolverine experimente intensas escenas retrospectivas de las acciones futuras de Stryker, lo que provoca una distracción breve pero crucial que le permite a Magneto intentar matar a Mystique para cambiar el futuro. Stryker también está presente cuando Trask intenta demostrar a los Centinelas en Washington, antes de que Magneto inicie su propio ataque. Mystique más tarde se hace pasar por Stryker para rescatar a Wolverine del río después de haber sido arrojado allí por Magneto.

- Aparece en X-Men: Apocalipsis, interpretado nuevamente por Josh Helman. En la película, se revela que los eventos en X-Men: días del futuro pasado solo alteraron ligeramente el curso de su futuro. Después de que el Profesor X es utilizado por Apocalipsis para activar el lanzamiento de los misiles nucleares del mundo, el Coronel Stryker viene a la Mansión X para investigar los hechos, secuestrando a Mystique, Bestia, Quicksilver y Moira MacTaggert para investigar la causa de la transmisión telepática, sin saber que su helicóptero está infiltrado por Scott Summers, Jean Grey y Kurt Wagner. Kurt había teletransportado a los tres al helicóptero mientras Jean convencía telepáticamente a los guardias para que no los vieran hasta ahora. En algún punto de la última década, Stryker fue capaz de capturar a Logan y programarlo mentalmente después de infundir el adamantium a su esqueleto. Cuando Jean puede encontrar y liberar a Logan, Stryker se ve obligado a huir de su base mientras Logan lamenta de asesinar a sus soldados antes de que Jean restaure algunos de los recuerdos de Logan. En una escena eliminada, Moira tiene a Stryker arrestado por secuestrar a un oficial federal y sus fechorías contra menores. Antes de ser retirado, Stryker advierte a Moira acerca de que los mutantes no son dignos de confianza.

### Videojuegos
- El villano definitivo del juego en X-Men Legends, William Kincaid (voz de John DiMaggio), se basa principalmente en la encarnación de la serie de películas de William Stryker y villanos humanos de X-Men similares a Bolivar Trask y Steven Lang.
- William Stryker se menciona varias veces en X-Men: The Official Game. Se revela que su hijo Jason Stryker usa el programa secreto de su padre para matar a los X-Men. También se revela que HYDRA y Kenuichio Harada lo financiaron con él, y le dieron a la aprendiz Yuriko Oyama un "regalo".
- El personaje aparece en un papel principal en X-Men Origins: Wolverine, con la voz de David Florek.
- William Stryker aparece como un villano en Marvel Heroes, con la voz de Jim Conner. Pagó a MODOK para crear armas para que los purificadores las usen en su guerra contra los mutantes y le dio material genético mutante a Mr. Siniestro para que él lo use en sus experimentos.